# Francesca Paci
Francesca Paci (Roma, 30 aprile 1971) è una giornalista e scrittrice italiana, dal 2000 firma per il quotidiano La Stampa di Torino.

## Biografia
Laureata in lettere moderne, è stata assunta nel 2000 alla divisione web del quotidiano torinese La Stampa, dopo un periodo alla Gazzetta di Mantova. A La Stampa ha lavorato diversi anni alla cronaca di Torino occupandosi soprattutto di immigrazione e islam cittadino, poi è passata agli esteri, dove ha iniziato a seguire le cronache dal Medio Oriente nel post-11 settembre. Dal 2007 è stata corrispondente da Gerusalemme (Israele) e in seguito da Londra (Regno Unito).  Oggi è in forze alla redazione romana de  La Stampa.
Nel 2007 ha condotto la trasmissione televisiva Nirvana, in onda su LA7, e collabora con la trasmissione di Radio Rai3 File Urbani.
Dal 2018 insegna alla Scuola Superiore di Giornalismo Luiss Archiviato l'11 giugno 2019 in Internet Archive. di Roma.

## Premi
Nel 2005 ha vinto il Premio giornalistico internazionale Marco Luchetta Archiviato il 23 dicembre 2017 in Internet Archive. per aver raccontato una tragica storia di immigrazione dalla Romania.
Nel 2007 ha vinto il Premiolino Giovani.
Nel 2008 ha ricevuto dal Quirinale l’onorificenza di Cavaliere Ordine al Merito della Repubblica Italiana per l’impegno nella comprensione di culture e tradizioni etnico-religiose diverse.
Nel 2011 ha vinto il Premio Colombe d'oro per la pace Archiviato l'8 marzo 2018 in Internet Archive..
Nel 2015 ha vinto il Premio Maria grazia Cutuli.
Nel 2018 ha vinto il Premio Fiuggi-Storia – Gian Gaspare Napolitano inviato speciale.

## Opere
- L'islam sotto casa, Marsilio, Padova 2004.
- Il sonno della ragione. Raccolta di saggi sulla globalizzazione (AA.VV.), Marsilio, Padova 2004.
- Islam e violenza, Laterza, Bari 2006.
- Dove muoiono i cristiani. Dall’Egitto all’Indonesia, viaggio nei luoghi in cui il cristianesimo è una minoranza perseguitata, Mondadori, Milano 2011 (tradotto in spagnolo).
- Se chiudo gli occhi muoio (ebook), Editrice La Stampa, Torino 2015.
- Un amore ad Auschwitz, Utet, Novara 2016 (tradotto in spagnolo).
- Intervista con la rivoluzione russa (ebook), Editrice La Stampa, Torino 2017.